# Mario Vitale
Mario Vitale (Salerno, 25 marzo 1928 – Salerno, 25 ottobre 2003) è stato un attore cinematografico italiano.

## Biografia
Dotato di un bel fisico atletico ed un volto virile e dai tratti accattivanti, venne scoperto da Roberto Rossellini mentre svolgeva la sua attività di pescatore nei pressi della sua città natale, Salerno. Rossellini lo volle appunto per il ruolo del pescatore a fianco di Ingrid Bergman nel film Stromboli, nel 1950 quando decise di affidare il ruolo del protagonista maschile del suo film ad un volto nuovo.
A seguito dei giudizi positivi che gli pervennero da questa interpretazione, Vitale scelse di dedicarsi al cinema e recitò in rapida successione in diversi film, dei quali il migliore fu sicuramente Domenica d'agosto di Luciano Emmer del 1950, dove interpretò Renato, un reduce di guerra innamorato di Luciana (Elvy Lissiak) e dal carattere debole, che stenta a reinserirsi nella società, divenendo preda della malavita.
La critica gli rimproverò una certa fissità e freddezza interpretativa. Inoltre Vitale ebbe la necessità di venire sistematicamente doppiato - in Domenica d'agosto venne doppiato da Gualtiero De Angelis - ed i ruoli che fu costretto a sostenere in seguito non gli diedero le soddisfazioni che s'attendeva; pertanto, dopo qualche anno dal suo esordio, decise di ritirarsi definitivamente dalle scene.

## Filmografia

Mario Vitale con Ingrid Bergman nel film Stromboli (Terra di Dio)

- Stromboli (Terra di Dio), regia di Roberto Rossellini (1950)
- Domenica d'agosto, regia di Luciano Emmer (1950)
- Destino, regia di Enzo Di Gianni e Domenico Gambino (1951)
- Serenata tragica - Guapparia, regia di Giuseppe Guarino (1951)
- La peccatrice dell'isola, regia di Sergio Corbucci (1952)
- Il prezzo dell'onore, regia di Ferdinando Baldi (1953)
- Perdonami!, regia di Mario Costa (1953)
- Il barcaiolo di Amalfi, regia di Mino Roli (1954)